# Lubuk Bangkar
Lubuk Bangkar is een bestuurslaag in het regentschap Sarolangun van de provincie Jambi, Indonesië. Lubuk Bangkar telt 803 inwoners (volkstelling 2010).